# Климат Тибета
Для Тибета характерна большая разница в климате различных районов, уникальные явления природы, связанные с действием ветра, облаков, дождя, инея и тумана, а также необыкновенно примечательные восходы и закаты солнца.
Особый климат Тибета обусловлен особенностями его рельефа и атмосферной циркуляции. Общей тенденцией является сухой, холодный климат в северо-западной части края и влажный, теплый в юго-восточной его части. Кроме того, явно дает о себе знать закономерность в смене климатических поясов по высоте рельефа.
Главными особенностями тибетского климата являются разреженность воздуха, пониженное атмосферное давление, пониженное содержание в атмосфере кислорода, низкая запыленность и влажность воздуха. Воздух очень чист и разрежен, атмосфера обладает высокой проницаемостью для радиации и солнечных лучей.
В Лхасе (3650 м.) плотность атмосферы равняется 810 граммов на один кубометр, а среднегодовое атмосферное давление 652 миллибара. Если на равнине содержание кислорода составляет 250 −260 граммов, то в высокогорных районах Тибета оно равняется лишь 150—170 граммам, то есть 62-65 % от равнинного.
Тибет — район, не знающий себе равных в мире по интенсивности солнечной радиации. В Лхасе на каждый квадратный метр территории приходится 2 000000 килокалорий солнечной энергии в год. В году насчитывается более 3000 часов солнечной инсоляции.
Интенсивность ультрафиолетового облучения по сравнению с интенсивностью на равнине сильнее в 2 раза. Поэтому в Тибете почти отсутствуют многие болезнетворные бактерии, у тибетцев почти не бывает кожных заболеваний и заражения при травмах.
Средняя температура воздуха в Тибете ниже по сравнению с равнинными районами, лежащими на той же широте.
Разница температур в разные сезоны года невелика. Но зато в Тибете наблюдаются значительные суточные колебания температуры.
В Лхасе и Шигадзе разница между температурой самого жаркого месяца и среднегодовой температурой ниже по сравнению с лежащими на той же широте Чунцином, Уханем и Шанхаем на 10-15 градусов. А средняя величина суточных колебаний температуры составляет 12-17 градусов. В районах Нгари и Нагчу в августе дневная температура воздуха доходит до 10 градусов, а ночью падает и ниже, так что за ночь речушки и озера покрываются коркой льда. В июне в Лхасе и Шигадзе в полдень максимальная температура доходит до 27-30 градусов, на улице ощущается настоящая летняя жара. Но к вечеру температура понижается так, что возникает ощущение осенней прохлады, а в полночь температура может упасть до 0 градусов. На следующее утро, с восходом солнца снова становится тепло как весной.
В Северном Тибете среднегодовая температура около нуля градусов, различают лишь два сезона: холодный и очень холодный. Для жителей этих районов не существует понятия о четырёх временах года.
Дождливый сезон наступает в разных местах в разное время, но разграничение между сухим и дождливым сезонами весьма явственно. Причем для Тибета характерно выпадение дождя преимущественно в ночное время. Годовое количество осадков в наиболее низкорасположенных районах Юго-Восточного Тибета (округ Линчжи) составляет 5000 мм, по мере продвижения на северо-запад оно постепенно уменьшается и, наконец, доходит до 50 мм (север округа Нагчу). В период с октября по апрель выпадает 10-20 % годового количества осадков, в мае наступает дождливый сезон, который длится до сентября. В это время выпадает 90 % годового количества осадков.
Наилучшим с точки зрения туристической поездки временем года в Тибете считаются месяцы с марта по октябрь, а самым благоприятным временем — период с июня по сентябрь, когда дневная температура колеблется в пределах 8 −18 градусов.

## Среднегодовая температура Тибета
| Район              | Широта | Высота над уровнем моря, м. | Годовая Т° | Т° января | Т° июля |
| ------------------ | ------ | --------------------------- | ---------- | --------- | ------- |
| Лхаса              | 29°42` | 3650                        | 7,5        | -2,2      | 15      |
| Дамшунг (Лхаса)    | 30°29` | 4200                        | 1,3        | -9,9      | 10,8    |
| Нагчу              | 31°29` | 4507                        | -1,9       | -13,9     | 9       |
| Чамдо              | 31°11` | 3204                        | 7,6        | -2,5      | 16,3    |
| Ньингчи            | 29°34` | 3000                        | 8,6        | 0         | 15,6    |
| Бово (Ньингчи)     | 29°52` | 2750                        | 8,5        | 0         | 16,5    |
| Дзаю (Ньингчи)     | 28°39` | 2327                        | 11,8       | -4        | 19      |
| Шигадзе            | 29°13` | 3836                        | 6,3        | -3,8      | 14,5    |
| Гьянгдзе (Шигадзе) | 28°55` | 4040                        | 4,7        | -5        | 12,8    |
| Тингри (Шигадзе)   | 28°38` | 4300                        | 0,7        | -11       | 11      |
| Амдо               | 32°21` | 4800                        | -3,0       | -15       | 8       |